# Otto Holmdahl (teolog)
Otto Samuel Holmdahl (i riksdagen kallad Holmdahl i Stockholm), född 27 augusti 1881 i Göteborg, död 17 juli 1971 i Kungsholms församling i Stockholm, var en svensk ämbetsman, teolog och riksdagspolitiker. Han var bror till Gustav och David Holmdahl och farbror till Martin Holmdahl.
Holmdahl blev 1900 student vid Göteborgs högskola, 1911 teologie licentiat, 1912 teologie doktor och docent i kyrkohistoria i Lund (där han intog en ledande ställning inom studentkåren) och prästvigdes samma år. 
Holmdahl tjänstgjorde dels som präst, dels som lärare vid universitet och skola samt utnämndes 1919 till lektor vid folkskoleseminariet i Stockholm, där han från 1923 var ledamot av stadsfullmäktige. 
Holmdahl utsågs till generaldirektör för Skolöverstyrelsen 1929, en befattning han lämnade med pension 1946. Han var ledamot av Riksdagens andra kammare (för Högerpartiet) 1925–1944 (i valkretsen Stockholms stad). Han skrev i riksdagen 25 egna motioner företrädesvis om anställningsförhållanden och organisationsfrågor inom undervisningsväsendet.
Bland hans skrifter märks Studier öfver prästeståndets kyrkopolitik under den tidigare frihetstiden (I, 1912, doktorsavhandling; II, 1919), Karl IX:s förmenta kalvinism (1919), Om tro och tanke (samma år) samt Gammal och ny förkunnelse. En studie i nutida svensk predikan (1920).
Otto Holmdahl är begraven på Dagsås kyrkogård.